# Atypus sinensis
Atypus sinensis är en spindelart som beskrevs av Schenkel 1953. Atypus sinensis ingår i släktet Atypus och familjen pungnätsspindlar. Inga underarter finns listade.